# Labioporella crenulata
Labioporella crenulata är en mossdjursart som först beskrevs av Levinsen 1909.  Labioporella crenulata ingår i släktet Labioporella och familjen Steginoporellidae. Inga underarter finns listade i Catalogue of Life.